# El Groo
El Groo es una localidad del municipio de Puertas, en la comarca de La Ramajería, provincia de Salamanca, España. 

## Historia
La fundación de El Groo se fecha en la Edad Media, debiéndose a las repoblaciones efectuadas por los reyes leoneses, apareciendo recogido como El Gorrón en el siglo XIII, dentro del arcedianato de Ledesma, en el Reino de León. Posteriormente, en la lista de lugares del obispado salmantino de 1548 viene recogido como El Gro. Con la creación de las provincias actuales en 1833 El Groo, como parte del municipio de Puertas, quedó adscrito a la de Salamanca, dentro de la Región Leonesa.

## Monumentos y lugares de interés
- Iglesia Parroquial de San Pedro Apóstol.

## Demografía
En 2019 El Groo contaba con una población de 11 habitantes, de los cuales 7 eran hombres y 4 mujeres. (INE 2019).
| Gráfica de evolución demográfica de El Groo entre 2000 y 2019                            |
|                                                                                          |
| Fuente: Instituto Nacional de Estadística de España - Elaboración gráfica por Wikipedia. |